# Bayırköy, Mesudiye
Bayırköy là một xã thuộc huyện Mesudiye, tỉnh Ordu, Thổ Nhĩ Kỳ. Dân số thời điểm năm 2010 là 197 người.